# Clelia Bompiani
Clelia Bompiani (Roma, 5 de agosto de 1848 - 23 de febrero de 1927) fue una pintora italiana.
Sus primeras lecciones las recibió de su padre, Roberto Bompiani, y de los profesores de la Academia de San Lucas de Roma. 
Las siguientes pinturas en acuarela establecieron su reputación como artista:
- Comunicación confidencial ((1885),
- El adivino (1887);
- Copista pública (1888);
- El cortejo (1888).

Junto con Alceste Campriani, Ada Negri, Juana Romani, y Erminia de Sanctis, Bompiani está reconocida como una de los mejores pintoras modernas de Italia.